# Argyrothemis
Argyrothemis is een geslacht van libellen (Odonata) uit de familie van de korenbouten (Libellulidae).

## Soorten
Argyrothemis omvat 1 soort:
- Argyrothemis argentea Ris, 1911